# Денисон (Минесота)
Денисон (енгл. Dennison) град је у америчкој савезној држави Минесота.

## Демографија
По попису из 2010. године број становника је 212, што је 44 (26,2%) становника више него 2000. године.
| Група             | 2000.       | 2010.       |
| Белци             | 154 (91,7%) | 193 (91,0%) |
| Афроамериканци    | 0 (0,0%)    | 10 (4,7%)   |
| Азијати           | 3 (1,8%)    | 0 (0,0%)    |
| Хиспаноамериканци | 0 (0,0%)    | 3 (1,4%)    |
| Укупно            | 168         | 212         |